# Ahmad al-Dżarba
Ahmad al-Dżarba (ur. 15 września 1969 w Al-Kamiszli) – syryjski działacz polityczny. Od 6 lipca 2013 do 9 lipca 2014 przewodniczący Syryjskiej Koalicji Narodowej na rzecz Opozycji i Sił Rewolucyjnych, skupiającej siły opozycyjne wobec władzy prezydenta Baszara al-Asada w czasie trwającej od 2011 roku wojny domowej.
Ukończył prawo na Uniwersytecie w Bejrucie. W Syryjskiej Koalicji Narodowej na rzecz Opozycji i Sił Rewolucyjnych powołanej w listopadzie 2012, reprezentował muhafazę Al-Hasaka. Powiązany z Arabią Saudyjską. 6 lipca 2013 zwyciężył w wyborach nowego przewodniczącego SKNOiSR. Pokonał biznesmena Mustafę Sabaggha stosunkiem głosów 55 do 52.
Przedstawiciel syryjskiej opozycji na konferencji ONZ "Genewa 2".
5 stycznia 2014 uzyskał reelekcję na stanowisku przewodniczącego Syryjskiej Koalicji Narodowej na rzecz Opozycji i Sił Rewolucyjnych pokonując Rijada Farida Hidżaba stosunkiem głosów 65 do 13.
9 lipca 2014 na stanowisku zastąpił go wybrany w głosowaniu Hadi al-Bahra.